# Sandra Stals
Sandra Stals (Bélgica, 5 de junio de 1975) es una atleta belga retirada especializada en la prueba de 800 m, en la que consiguió ser medallista de bronce europea en pista cubierta en 2000.

## Carrera deportiva
En el Campeonato Europeo de Atletismo en Pista Cubierta de 2000 ganó la medalla de bronce en los 800 metros, con un tiempo de 2:01.34 segundos, tras la austriaca Stephanie Graf  y la rusa Natalia Tsiganova (plata).